# Волосатик обыкновенный
Волосатик обыкновенный (лат. Gordius aquaticus) — вид паразитических червей из группы волосатиков (Gordiidae, Gordiida). Европа. Длина от 75 мм до почти 1 метра (987 мм). Самцы коричневого цвета. Рот на переднем заострённом конце субтерминальный. Клоакальное отверстие овальное. Лопасти заднего конца тела короткие и широкие (размеры между 42,3 × 33 и 400 × 73,3 µm). Кутикула гладкая. У самок задний конец тела не двулопастный, с центральным расположением клоакального отверстия.